# Karl-Günther von Hase
Karl-Günther von Hase (Węgry, Lower Silesian Voivodeship, Polonia; 15 de diciembre de 1917-Bad Godesberg, Alemania; 9 de mayo de 2021) fue un diplomático y secretario de Estado alemán. Como presidente de la Oficina de Prensa e Información del Gobierno Federal, se desempeñó como vocero del gobierno bajo tres cancilleres. Fue embajador en el Reino Unido de 1970 a 1977. Luego fue director general del ZDF, un programa televisivo alemán de servicio público, retirándose en 1982. 

## Vida
Nació en Tripa Wangern, Breslau, Silesia, Prusia, (ahora Gmina Żórawina, Polonia). Su padre, Günther von Hase (1881-1948) era un agente policial mayor prusiano de 1920 a 1934, acabando su carrera como Oberst der Landespolizei y Stabschef en Berlín. Su madre era Ina von Hase, nacida Hicketier (1882-1972). Asistió al humanista Prinz-Heinrichs-Gymnasium en Berlín, completando con el grado de Abitur en 1935. Ingresó a una carrera militar como Fahnenjunker del Regimiento de Artillería Hannover/Celle 19, estudiando en el Kriegsschule, Potsdam en 1936/37.
Sirvió en el Wehrmacht durante la Segunda Guerra Mundial en frentes en Polonia, Francia, Rusia (donde fue herido en 1942) e Italia. Fue un mayor en el Generalstab. Después de que su tío Paul von Hase participara en el atentado del 20 de julio y fuera ejecutado, él renunció al Generalstab y fue enviado a Schneidemühl, ahora en Polonia.
Hase se casó con Renate Stumpff, la hija del Generaloberst Hans-Jürgen Stumpff, el 13 de febrero de 1945 en un Ferntrauung (una boda remota en tiempos de guerra), y más tarde tuvieron cinco hijas. Fue prisionero de guerra en Rusia, regresando en 1949. Asistió a una escuela de diplomáticos en Speyer en 1951, la cual en ese tiempo aceptaba estudiantes sin fondo universitario.
Tuvo su primer trabajo en el Ministerio de asuntos exteriores en 1952. En 1958, llegó a ser director de su departamento de prensa, una función desecretario de estado. Desde 1961, fue presidente del departamento West II, responsable de tratar con la OTAN, defensa nacional, Gran Bretaña, EE. UU., América Central y América del Sur, y África al sur del Sahara.
Hase llegó a ser director de la oficina de prensa e información del Gobierno Federal en 1962, sirviendo como vocero del gobierno federal (Regierungssprecher) bajo los cancilleres Adenauer, Erhard y Kiesinger. En 1967, fue elegido como Intendente del programa Deutsche Welle, pero fue solicitado por Kiesinger que no aceptara la posición. En cambio, fue secretario de estado para el Ministerio de Defensa. En 1969 cuando una coalición social-liberal gobernó, él regresó al Ministerio de Asuntos Exteriores. Sirvió como embajador al Reino Unido de 1970 a 1977.
Hase llegó a ser Director General (Intendente) del ZDF, un programa televisivo alemán de servicio público, teniendo éxito su primer Intendente, Karl Holzamer. Tenía poca experiencia con transmitir, pero fue un candidato comprometido, ya que los otros candidatos no pudieron conseguir una mayoría; Hase ofreció sus habilidades diplomáticas y una visión de futuro. Se le acredita con expandirse al colaborar con radioemisoras internacionales durante su mandato. Las series se mantenían continuas de un día a otro, entre las que se incluían heute-journal, Wetten, dass..?, y Politbarometer. Él propuso innovaciones técnicas como la televisión por cable, televisión satelital, y teletexto.
Después de su jubilación, Hase vivió con su mujer en Malo Godesberg. Fue presidente honorario de la Sociedad alemana-inglesa y mantuvo contacto con asociaciones militares, el Ministerio de Asuntos Exteriores, el ZDF, y la oficina de prensa federal. Hase cumplió 100 años en diciembre de 2017 y falleció en mayo de 2021 a la edad de 103 años.

## Publicaciones

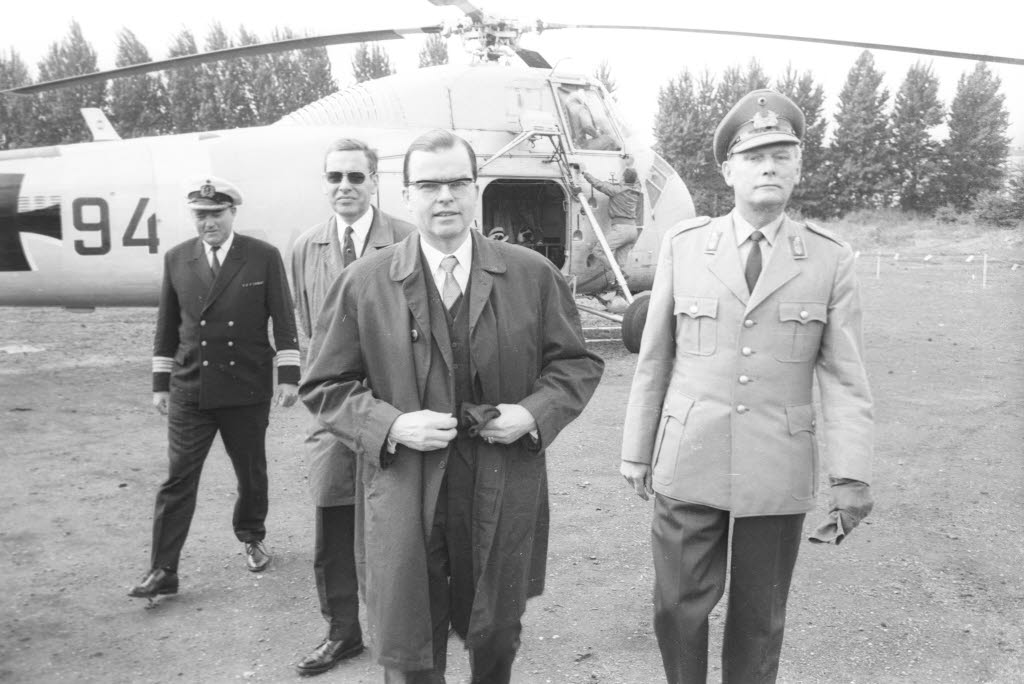
Hase llegando en 1967

Las publicaciones de Hase, todas en alemán, incluyen:
- Karl-Günther von Hase (1968). Rede anlässlich der Amtseinführung des Bundeswehrdisziplinaranwaltes in München am 23. August 1968 [Speech on the occasion of the inauguration of the Bundeswehr disciplinary attorney in Munich on August 23, 1968]. Bonn: Bundesministerium der Verteidigung. OCLC 255495294.
- Karl-Günther von Hase; de; George Mikes, eds. (1968). Twinning: deutsch-britische Partnerschaften [Twinning: German-British partnerships]. London: Wolff. OCLC 73784477.
- Karl-Günther von Hase (1979). Hat das Fernsehen eine Zukunft? Probleme u. Perspektiven d. Programmarbeit ; Vortrag, gehalten vor Mitgliedern d. Industrie-Clubs Düsseldorf, 4. Oktober 1979 [TDoes television have a future? Problems and perspectives d. Program work; Lecture given to members d. Industrie-Clubs Düsseldorf, October 4, 1979]. Düsseldorf: Düsseldorf Industrie-Club. OCLC 614562740.
- Karl-Günther von Hase, ed. (1988). Konrad Adenauer und die Presse [Konrad Adenauer and the press]. Rhöndorfer Gespräche 9. Bonn: Bouvier. ISBN 3-416-02047-2.
- Karl-Günther von Hase; Hans Poeppel; Prince Wilhelm-Karl of Prussia, eds. (2000). Die Soldaten der Wehrmacht. Mit einem Geleitwort von Gerhard Stoltenberg [The soldiers of the Wehrmacht. With a foreword by Gerhard Stoltenberg] (6 edición). Munich: Herbig. ISBN 3-7766-2057-9.
- Karl-Günther von Hase; de, eds. (2000). Ministerialdirigent a.D. Dr. h.c. Edmund F. (Friedemann) Dräcker. Leben und Werk. Vom kaiserlichen Vizekonsul zum indischen Guru. Eine Dokumentation [Ministerialdirigent a.D. Dr. h.c. Edmund F. (Friedemann) Dräcker. Life and work. From imperial vice consul to Indian guru. A documentation]. Beiträge zur Popularisierung bundesdeutscher Behörden. Reihe A, Das Auswärtige Amt. Band 4d, Herausragende Angehörige des Auswärtigen Dienstes, 2. Lfg. Nomos: Baden-Baden. ISBN 3-7890-6950-7. (Imprint of Wissenschaftliche Verlagsanstalt zur Pflege Deutschen Sinngutes)
- Karl-Günther von Hase; Reinhard Appe, eds. (2001). Preußen 1701/2001 [Prussia 1701/2001]. Cologne: Köln Eco. ISBN 3-934519-80-6.
- Karl-Günther von Hase (2010). Erinnerungen [Memories]. Meckenheim: WDV. ISBN 978-3-930376-71-1.
- Karl-Günther von Hase (2014). «Die Rache des Regimes an der Familie von Hase – der Neffe» [The regime's revenge on the von Hase family - the nephew].  En de, ed. Hitlers Rache. Das Stauffenberg-Attentat und seine Folgen für die Familien der Verschwörer [Hitler's revenge. The Stauffenberg assassination attempt and its consequences for the families of the conspirators]. Holzgerlingen: SCM Hänssler. p. 69. ISBN 978-3-7751-5537-3. (part of the de)

## Premios
- Cruz de Hierro (1939)
  - 2.ª Clase (28 de mayo de 1940)
  - 1.ª Clase (26 de junio de 1940)
- Cruz alemana en Oro el 11 de febrero de 1943 como Hauptmann en el 3./Regimiento-Panzer-Artillería 92
- La cruz de caballero de la Cruz de Hierro el 12 de febrero de 1945 como agente mayor y oficial con el comandante de la fortaleza Schneidemühl, División Panzer "Holstein")
- Orden al Mérito de la República de Austria (1964)[4]
- Orden wider den tierischen Ernst, 1967
- Orden del Mérito de la República Federal Alemana 1982
- Doctorado Honorario de la Universidad de Mánchester, en Leyes